# Maurandyinae
 Maurandyinae je podtribus trpučevki, dio tribusa Antirrhineae. Opisan je 1793 godine. Postoji 8 rodova, koji su osim jednog izuzetka  (Gadoria) svi iz Sjeverne Amerike.

## Rodovi
1. Epixiphium Munz, 1 vrsta; Sjeverna Amerika
2. Gadoria Güemes & Mota,  1 vrsta; Španjolska
3. Holmgrenanthe Elisens,  1 vrsta; Kalifornija
4. Lophospermum D.Don, 7 vrsta; Meksiko, Gvatemala
5. Mabrya Elisens, 6 vrsta; Arizona, Meksiko
6. Maurandella (A.Gray) Rothm., 1 vrsta; Sjeverna Amerika
7. Maurandya Ortega, 2 vrste; Meksiko, Gvatemala, Salvador
8. Rhodochiton Zucc. ex Otto & A.Dietr., 3 vrste; Meksiko, Gvatemala